# Ferdinand Dutert

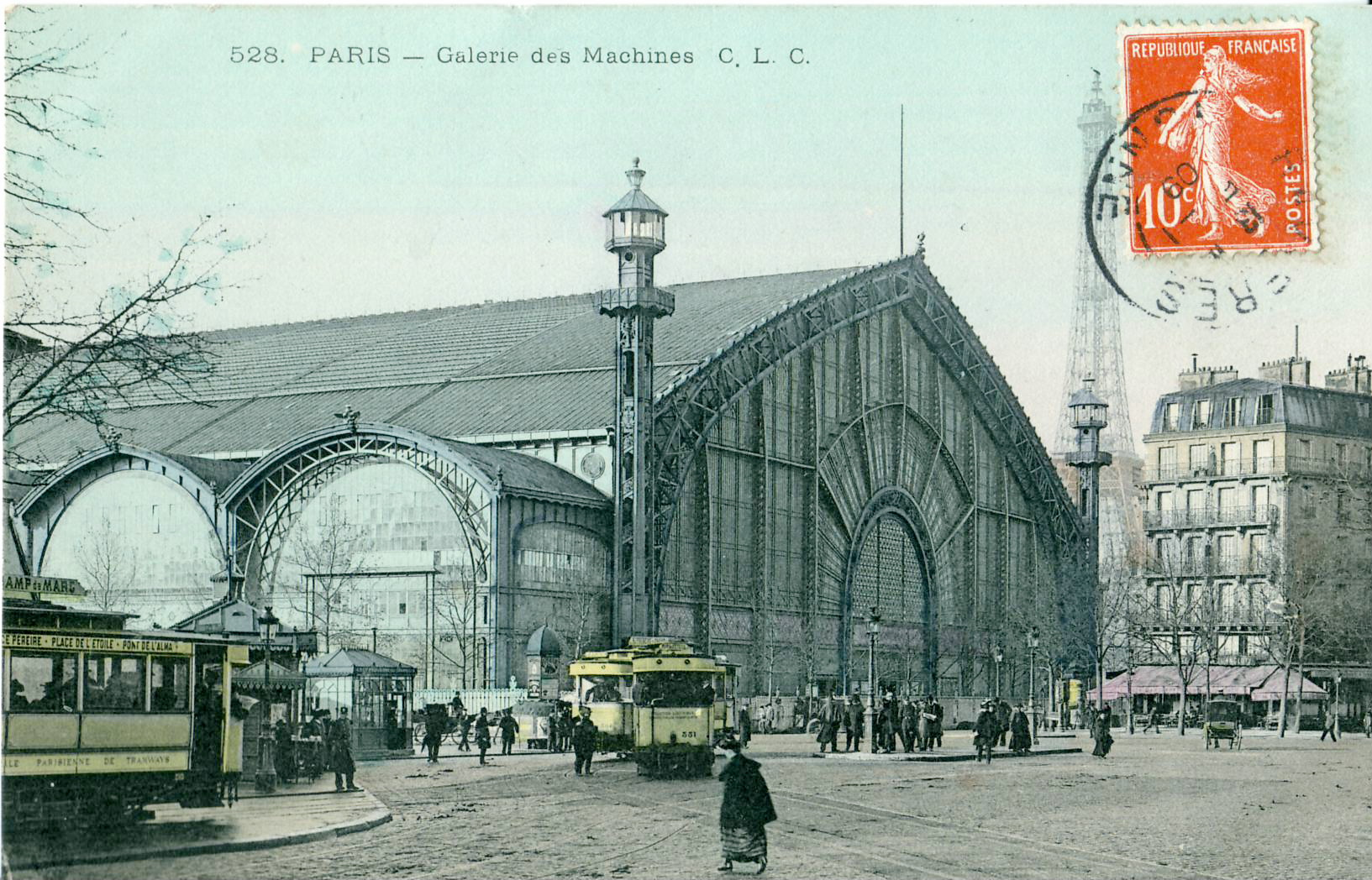
Het Palais des Machines van Dutert

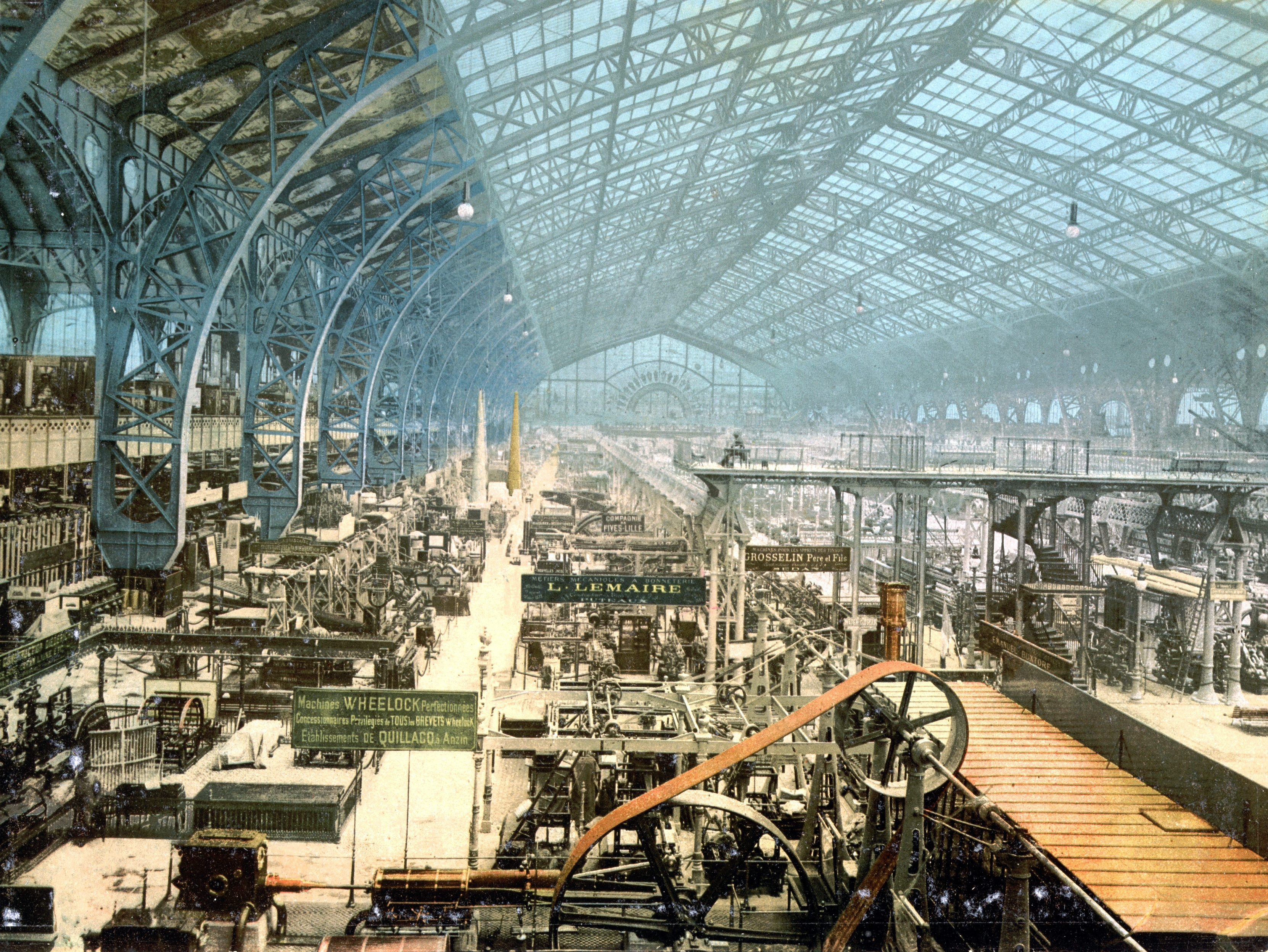
Interieur van het Palais des Machines, gebouwd voor de wereldtentoonstelling van 1889 in Parijs

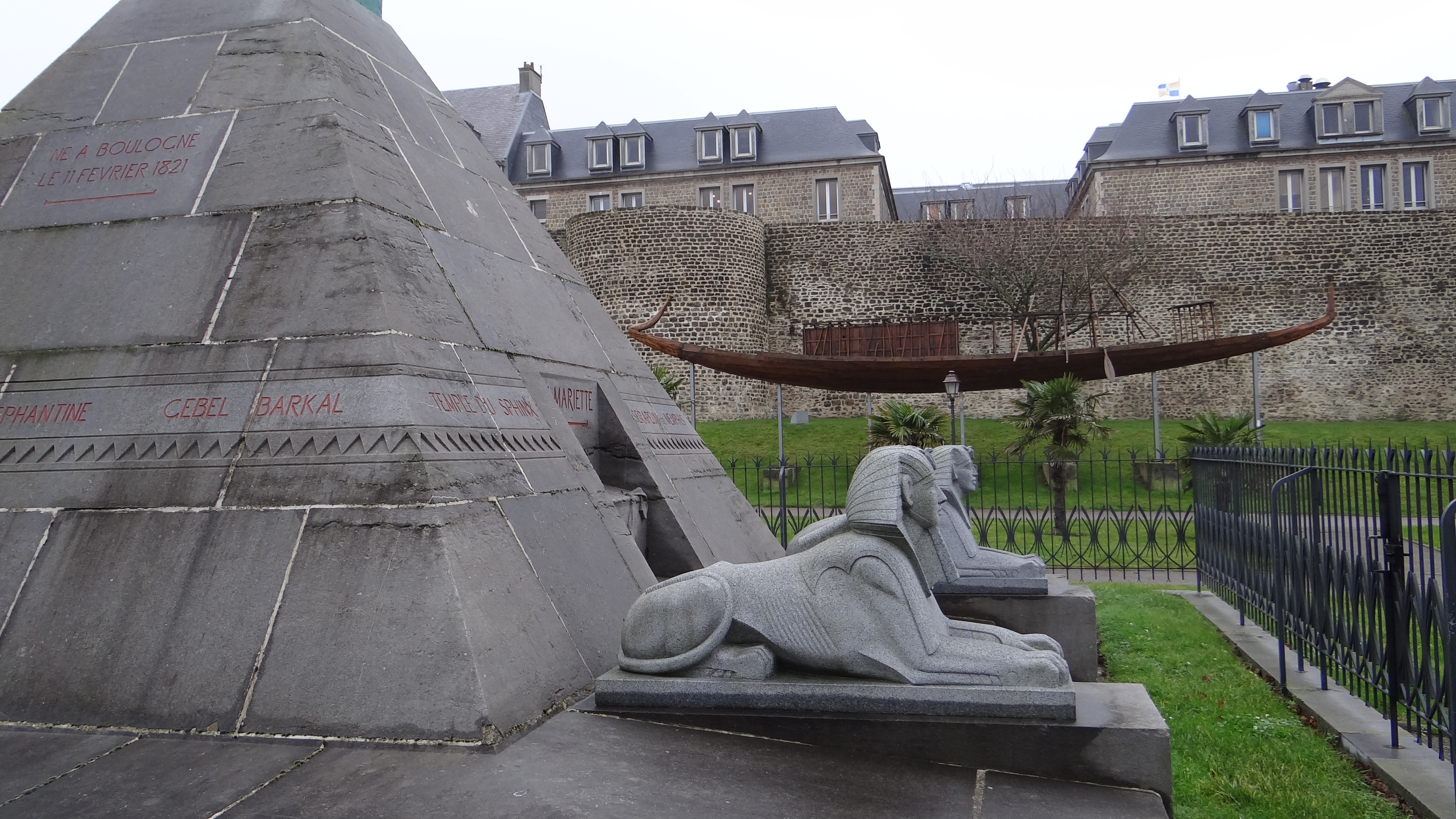
De pyramide Mariette-Pacha van Dutert in Boulogne-sur-Mer

Charles-Louis-Ferdinand Dutert (Douai, 21 oktober 1845 - Parijs, 12 februari 1906) was een Frans architect.
Dutert werd in Douai in Frankrijk geboren, dicht bij de grens met België. Hier kreeg Dutert zijn eerste scholing. Hij begon in 1863 op 18-jarige leeftijd aan de École des Beaux Arts in Parijs. De architectuuropleiding werd niet gegeven aan de school zelf, maar in een apart atelier van een gevestigde architect. Binnen de École des Beaux Arts werden strenge regels gehandhaafd. De hele ambiance moest ervoor zorgen dat de studenten tot perfecte Beaux Arts-architecten werden opgeleid. Dit vereiste een kennis van de laatste bouwtechnieken en van klassieke iconografie. De school had hierin de macht om te bepalen wat de student leerde én wat niet.
Binnen de École des Beaux Arts was Dutert een van de beste leerlingen. Hij werd opgeleid in hetzelfde atelier als Henri Labrouste en kreeg een conservatief gerichte opleiding.
Dutert blonk zijn gehele École des Beaux Arts-carrière uit. Zijn eerste succes was de Prix de Rome die hij in 1866 ontving voor zijn ontwerp voor een Franse ambassade in een grote hoofdstad. Zijn ontwerp was in een duidelijk classicistische stijl ontworpen, naar voorbeeld van François Mansart. In dit ontwerp komt een subtiele ornamentatie naar voren die later in zijn carrière kenmerkend zou worden.
In de jaren 70 verbleef Dutert in Rome om, net als vele Beaux Arts-studenten, reconstructietekeningen van klassieke architectuur te maken. Een tekening van het Romeinse forum bezorgde Dutert in 1875 een gouden medaille. Pas net dertig en nu al een veelbelovende architect, was het commentaar in die tijd.
In Rome ontwierp hij ook diverse gebouwen. Het ontwerp dat hij maakte voor de Academie van Commercie, was volgens de opdrachtgever het eerste waarin Dutert zijn persoonlijke stempel liet zien. Hij laat zien dat de antieke regels niet altijd strikt hoeven te worden gevolgd. Hierin volgde hij Henri Labrouste (1801-1875) die in zijn Bibliothèque de Ste-Geneviève het pragmatische classicisme verder doortrok dan ooit eerder was gedaan.
Na zijn terugkomst uit Rome werd hij gevraagd om in Parijs het stadhuis te herbouwen. Ondanks deze grote opdracht bleef Dutert meedingen naar architectuurprijzen. Hij werd derde voor het stadhuis van Rodez én voor de medische faculteit in Bordeaux.
Zijn groeiende kennis maakte Dutert veelgevraagd voor posten in de kunstwereld. Zo werd hij in 1879 aangesteld als inspecteur van het designcollege in de Écoles Spéciales d'Art. Daarnaast werd hij in 1881 voor korte tijd secretaris van onderwijs bij het ministerie van de kunsten.
Door zijn diplomatieke connecties kwam Dutert al snel in de bovenlagen van de bevolking terecht. Hij was op de hoogte van de architectonische voorkeuren in de Derde Republiek. Deze betrokkenheid bij de kern van de macht wordt nog duidelijker als hij, een aantal dagen voordat de wereldtentoonstelling van 1889 in Parijs werd aangekondigd, een ontwerp inlevert voor de tentoonstellingsgebouwen op de Champ-de-Mars. Dutert kreeg de “kathedraal” van de machines toegewezen, het Palais des Machines. Dit was een van de belangrijkste tentoonstellingsgebouwen op de wereldtentoonstelling.
Tussen 1893 en 1898 werkte Dutert aan de vleugels voor anatomie, paleontologie en antropologie voor het natuurhistorische museum in Parijs. Zijn werk werd geprezen als modern, licht en gevat in een persoonlijke stijl. De gebouwen laten zien dat Dutert altijd blijft vasthouden aan zijn École des Beaux Arts-opleiding door zijn gebouwen een classicistisch en ornamentrijk uiterlijk te geven. De werken van Dutert geven, net als die van Labrouste, Garnier en Formigé, een beeld van de belangrijkste school in het Frankrijk van de 19e eeuw.
In 1898 werd duidelijk dat Dutert een ernstige ziekte had die zijn lichaam aantastte. Zijn geest bleef echter onaangetast, maar het werd onmogelijk om verdere ontwerpen te maken. Dit gebeurde op een moment dat hij juist van zijn eerder bereikte status kon gaan profiteren en zijn beste ontwerpen had kunnen maken.
Binnen het gehele oeuvre van Dutert steekt het Palais des Machines met kop en schouders boven de rest uit. Onder meer door zijn vernieuwende constructie en materiaalgebruik, maar des te meer om zijn combinatie van Beaux Arts-elementen met een nieuwe, nog niet geaccepteerde, architectonische vooruitgang.
- Bibliothèque nationale de France: cb10433095q (data)
- Gemeinsame Normdatei: 119510677
- International Standard Name Identifier: 0000 0001 2099 0812
- Library of Congress Control Number: nr94028510
- Base Léonore: LH//879/60
- Nationale Bibliotheek van Israël: 987007429373405171
- Nationale Bibliotheek van Polen: a0000003616064
- Nederlandse Thesaurus van Auteursnamen: 186419880
- Istituto Centrale per il Catalogo Unico: VEAV032876
- Système universitaire de documentation: 177802405
- Union List of Artist Names: 500244987
- Virtual International Authority File: 10657601
- WorldCat: E39PBJvmQr9JKfJrYQMkTKVcT3